# Bazar-Actien-Gesellschaft
Die Bazar-Actien-Gesellschaft war ein Zeitschriftenverlag in Berlin und Leipzig von 1871 bis 1938.

## Geschichte
Der Buchhändler Louis Schaefer gründete 1849 in Magdeburg Louis Schaefer’s Verlag. 1854 verlegte er diesen nach Berlin als Verlag von Louis Schaefer und gründete dort die Modezeitschrift Der Bazar. 1857 änderte er den Verlagsnamen in Bazar-Expedition und eröffnete eine Filiale in Leipzig.  1863 verlegte er den Hauptsitz dorthin. Die Zeitschrift Der Bazar entwickelte sich in diesen Jahren zur auflagenstärksten Modezeitschrift weltweit mit etwa 200.000 verkauften Exemplaren in mehreren Ausgaben in verschiedenen Ländern. Der Verleger wurde 1865 in den preußischen Adelsstand erhoben.
1871 kaufte ein Bankenkonsortium auf Initiative des Verlegers Albert Hofmann zur Zeit des Gründerbooms den Verlag gegen den Willen des Eigentümers Ludwig von Schaeffer-Voit  und wandelte ihn in die Bazar-Actien-Gesellschaft um.

„(...) Modezeitung „Der Bazar“, die von einer Aktiengesellschaft kürzlich für die Summe von 850.000 Thalern erworben wurde. Diese Summe steht außer allem Verhältniß zum reelen Kapitalwerth des Unternehmens und erscheint so als völlig schwindelhaft; wenn man aber diese Zahlung als den Rentenkauf eines jährlichen Reingewinns von circa 160.000 Thl. betrachten darf, so erscheint sie sehr gering.“

Der Kapitalwert wurde mit 850.000 Goldmark festgelegt, 1880 waren es etwa 2,5 Millionen Reichsmark in Aktien. Seit dieser Zeit wuchs der Einfluss des Verlegers Leopold Ullstein und des Ullstein Verlages in der Aktiengesellschaft offenbar.
Seit 1878 wurden weitere Modezeitschriften gegründet,  wie Coiffure (1878–?), Die elegante Mode (1890–1913) und Die große Modenzeitung (1896–um 1911), und weitere Zeitschriften übernommen, wie die prominenten Deutsche Illustrirte Zeitung und Über Land und Meer aus dem Ullstein Verlag.
1932 wurde der Kapitalwert von 850.000 Reichsmark auf 350.000 Reichsmark gesenkt. 1937 kaufte der Ullstein-Verlag die Zeitschrift der Der Bazar.
1938 wurde die Bazar-Actien-Gesellschaft aufgelöst.

## Adressen
- Magdeburg, Breite Straße 155, 1849–1854 (Louis Schaefer)[6]
- Berlin, Unter den Linden 23, 1854– (Ludwig Schaefer's Verlag)[7]
- Berlin, Unter den Linden 20, 1861 (Bazar-Expedition)[8]
- Berlin, Unter den Linden 27, 1862
- Leipzig, Königsstr. 4, 1869[9], in Leipzig 1863–1871
- Berlin, SW Enke-Platz 4, 1872–nach 1877 (Bazar-Actien-Gesellschaft)
- Berlin, Charlottenstraße 11, 1892, im Komplex des Ullstein Verlages
- Berlin, Potsdamer Straße 134c, vor 1907–nach 1929[10]

## Persönlichkeiten
Leiter
- Louis Schaefer (Ludwig von Schaeffer-Voit), 1849–1871, Leiter des Verlages
- Albert Hofmann, 1871–um 1880, Direktor der A.-G.
- Hermann Herz, um 1871–mindestens 1880, Vorsitzender des Verwaltungsrats
- Leopold Ullstein (?), um 1891–1895, Leiter der Zeitschrift Der Bazar, wahrscheinlich auch Direktor der A.-G. (?)
- Ullstein Verlag, besaß größere Anteile an der Bazar-A.-G.
- Wilhelm Seidel, 1929[11]

Weitere Persönlichkeiten bis 1871
- Franz Wagner, 1863–1871 Prokurist in Leipzig, 1861 Leiter der Zeitschrift Der Bazar

Gründungsmitglieder 1871
Die Gründungsmitglieder der Bazar-Actien-Gesellschaft 1871 waren Bankiers und Großunternehmer
- Albert Hofmann, Director
- Julius Schiff, von Gebrüder Schiff
- Julius Weißenburger, Deutsche Unionbank
- Oscar Hainauer, Bankier
- Hermann Herz, Vorsitzender des Verwaltungsrats 1871/72–nach 1879
- Leopold Ullstein, Verleger
- Paul Markwald
- Moritz Gerson, möglicherweise Inhaber von Gerson’s Bazar
- Wilhelm Herz, Bankier
- Adolf Hagen, Stadtrat und Abgeordneter